# Archaeodictyna sexnotata
Archaeodictyna sexnotata là một loài nhện trong họ Dictynidae.
Loài này thuộc chi Archaeodictyna. Archaeodictyna sexnotata được Eugène Simon miêu tả năm 1890.